# Griechenfeindliche Ausschreitungen in Toronto 1918
Die griechenfeindlichen Ausschreitungen (engl. 1918 Toronto anti-Greek riot) waren ein dreitägiges Pogrom in Toronto und dauerten vom 2. bis zum 4. August 1918. Rund 20.000 Veteranen des Ersten Weltkriegs plünderten und zerstörten Ladengeschäfte und über 20 Restaurants des griechischen Viertels in der Yonge Street.

## Geschichte
Heimkehrende Soldaten wurden häufig selbst von ihren Familien verstoßen und erhielten kaum Unterstützung vom Staat. Für den 6. August wurde eine Demonstration angesetzt, mit der sie auf ihr Schicksal aufmerksam machen wollten. Am 1. August kehrte der Veteran Claude Cludernay in das White City Café ein, wo er angetrunken einen Kellner angriff. Anschließend rief der griechische Inhaber die Polizei. Einen Tag später griffen tausende Veteranen griechische Geschäfte und über 20 Restaurants im griechischen Viertel in der Yonge Street an.
Die griechische Gemeinde war ein leichtes Opfer, denn obwohl sie nur rund 3000 Personen (also 0,5 % der Bevölkerung der Stadt) umfasste, war sie im Handel sehr präsent. So wurde ein großer Anteil der Restaurants, Cafés, Bekleidungsgeschäfte und Schuhsalons von Griechen geführt. Die Täter unterstellten den Bürgern griechischer Abstammung, Kriegsdienstverweigerung begangen zu haben, vermischt mit Hinweisen auf den späten Kriegseintritt Griechenlands. Tatsächlich hatten 140 Personen griechischer Abstammung aus Toronto in dem Canadian Expeditionary Force gedient, von denen fünf gefallen waren.
Der Polizei gelang es erst am dritten Tag des Pogroms, die Lage mit Hilfe des Militärs unter Kontrolle zu bringen, zuvor war der Ausnahmezustand verhängt worden. Entschädigungen für die Opfer gab es keine.

## Folgen
Das griechische Viertel in der Yonge Street war Geschichte. Die meisten Opfer wandten sich anderen Berufen zu, viele änderten ihre Namen (meist durch Fortlassen der griechischen Endung) und leugneten aus Angst ihre Herkunft. Es dauerte rund 40 Jahre, bis die griechische Kultur wieder im Stadtbild präsent war, und zwar mit der Greektown in der Danforth Street, die bis heute existiert.
Der Erfolg der Täter und die ausbleibende Bestrafung ermutigte in den USA den Ku-Klux-Klan, ebenfalls Griechen und deren Betriebe anzugreifen. 1920 wurde von griechischstämmigen Bürgern die AHEPA gegründet, eine Hilfsorganisation, welche sich das Ziel setzte, den Austausch von Griechen und Nichtgriechen zu intensivieren.